# Blang Nibong
Blang Nibong is een bestuurslaag in het regentschap Aceh Utara van de provincie Atjeh, Indonesië. Blang Nibong telt 1250 inwoners (volkstelling 2010).